# خطوط يونان الصينية الجوية
خطوط يونان الصينية الجوية، (بالإنجليزية: China Yunnan Airlines). (الصينية المبسطة: 中云南 航空公司 航空公司؛ الصينية التقليدية: 中雲南 航空公司 航空公司) كانت شركة طيران مقرها في كونمينغ، مقاطعة يونان، جمهورية الصين الشعبية. ويقع مقرها في مطار فوجيابا.

## خلفية تاريخية
تأسست خطوط يونان الصينية الجوية في عام 1992، ومقرها في مطار كونمينغ وجيابا الدولي في مقاطعة يونان، وشغلت أسطول من بومباردييه كري-200، وبوينغ 737-300 وطائرة بوينغ 767-300. قبل الاندماج مع شركة طيران شرق الصين. كانت الصين تقوم بتسيير رحلات داخلية من كونمينغ إلى المدن الصينية الكبرى كما قدمت خدمات دولية لهونج كونج وسنغافورة وتايلاند ولاوس.
في عام 2003، اندمجت خطوط يونان الصينية الجوية وشركة طيران شمال غرب الصين إلى شركة طيران شرق الصين. تم نقل جميع الطائرات إلى شركة طيران شرق الصين، والتي تعتبر الشركة الأم.

## وصلات خارجية
- موقع خطوط يونان الصينية الجوية نسخة محفوظة 9 مارس 2001 على موقع واي باك مشين. (بالصينية)
- شركة يونان الصينية الجوية (بالصينية) (الأرشيف)
- يونان الصينية الجوية (بالصينية) (الأرشيف)

## معرض الصور

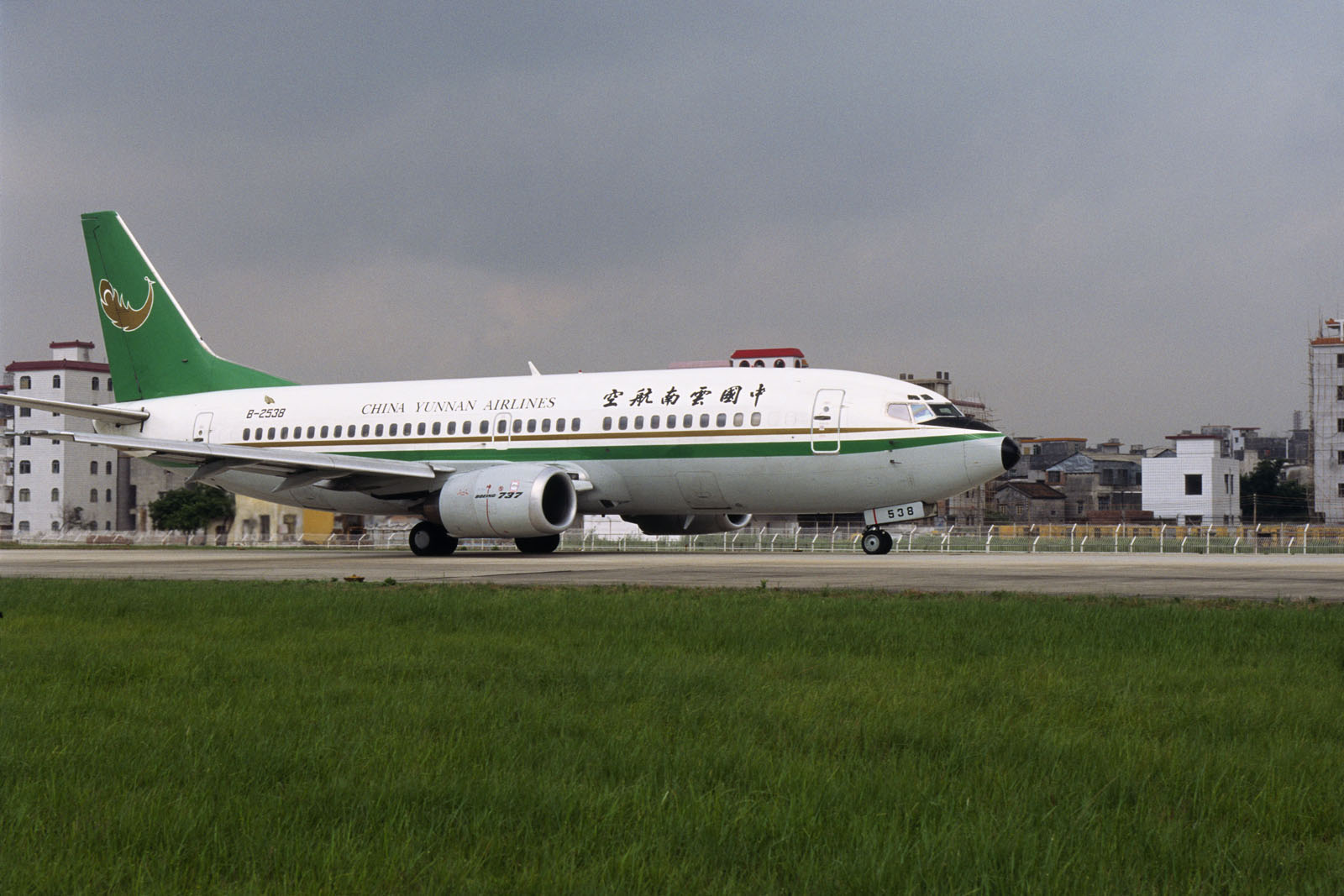
خطوط يونان الصينية الجوية، بوينغ 737-300
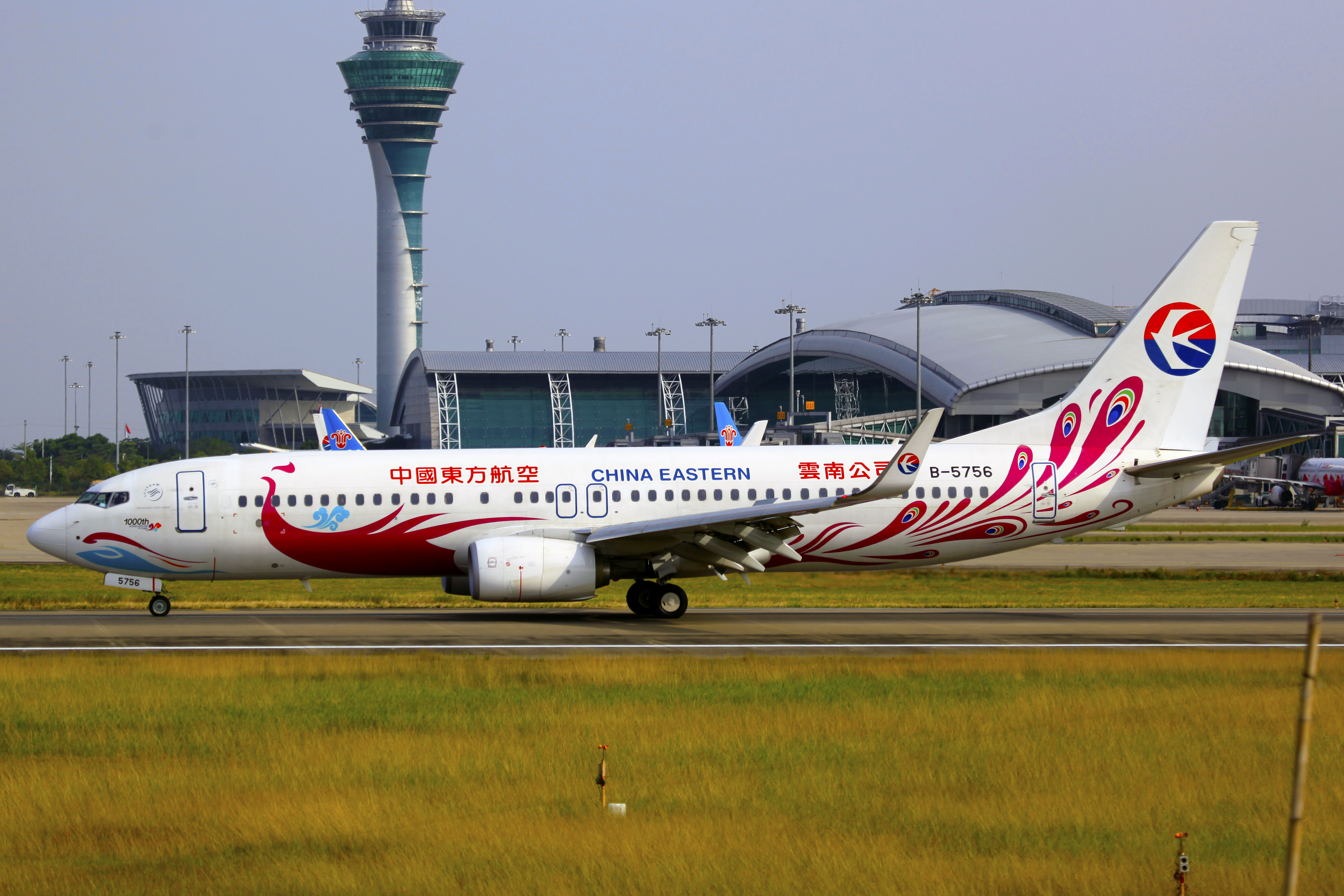
خطوط يونان الصينية الجوية بوينغ 737-800 باللون الأرجواني، الطاووس ليفيري في عام 2013
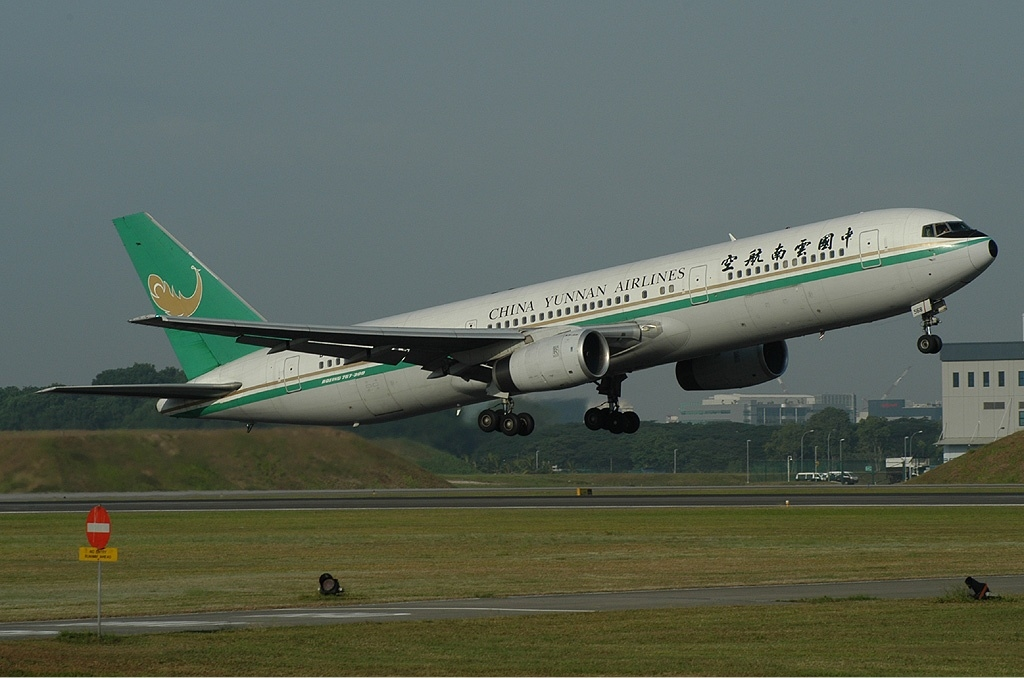
اقلاع طائرة من طراز بوينغ 767-300إي أر تابعة لخطوط يونان الصينية الجوية
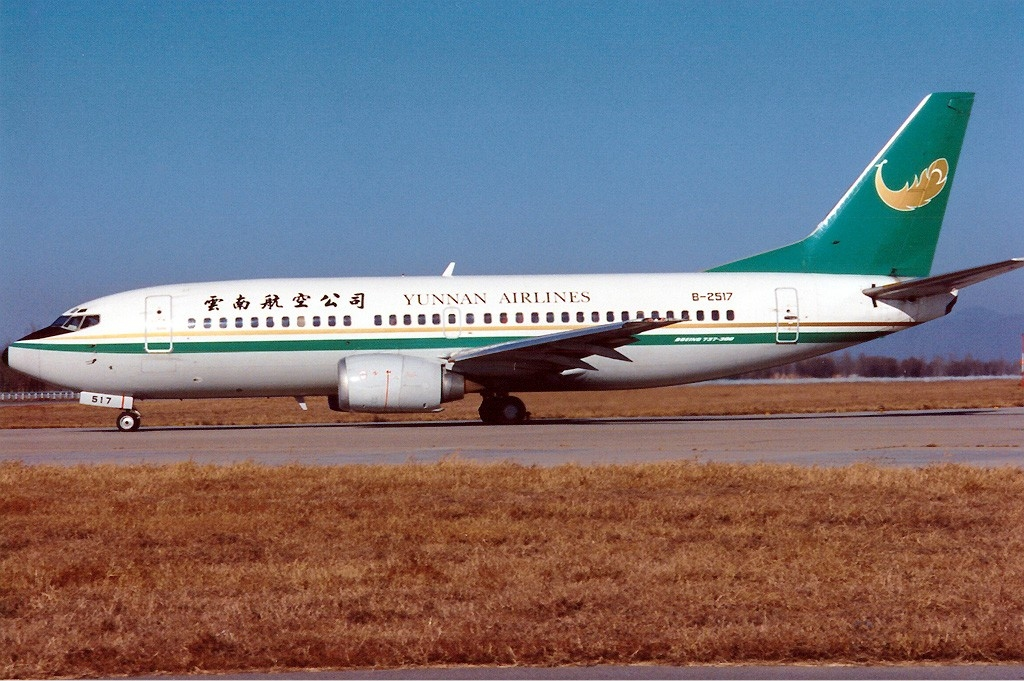
طائرة من طراز بوينغ 737-300 تابعة لخطوط يونان الصينية الجوية